# فرودگاه چیلتون کاونتی
فرودگاه چیلتون کاونتی (به انگلیسی: Chilton County Airport) (به زبان بومی: Gragg-Wade Field) یک فرودگاه همگانی بهره‌برداری هوایی است که یک باند فرود آسفالت دارد و طول باند آن ۱۲۲۲ متر است. این فرودگاه در کشور ایالات متحده آمریکا قرار دارد و در ارتفاع ۱۷۸ متری از سطح دریا واقع شده‌است.